# Карл III (герцог Лотарингії)
Карл III (18 лютого 1543, Нансі — 14 травня 1608, Нансі) — герцог Лотаринзький з 1545 року до своєї смерті. Як нащадок Герхарда I він повинен був бути Карлом II, але лотаринзькі історики, бажаючи приписати герцогам Лотаринзьким спорідненість з Каролінгами, включили в нумерацію Карла I з династії Каролінгів.

## Життєпис

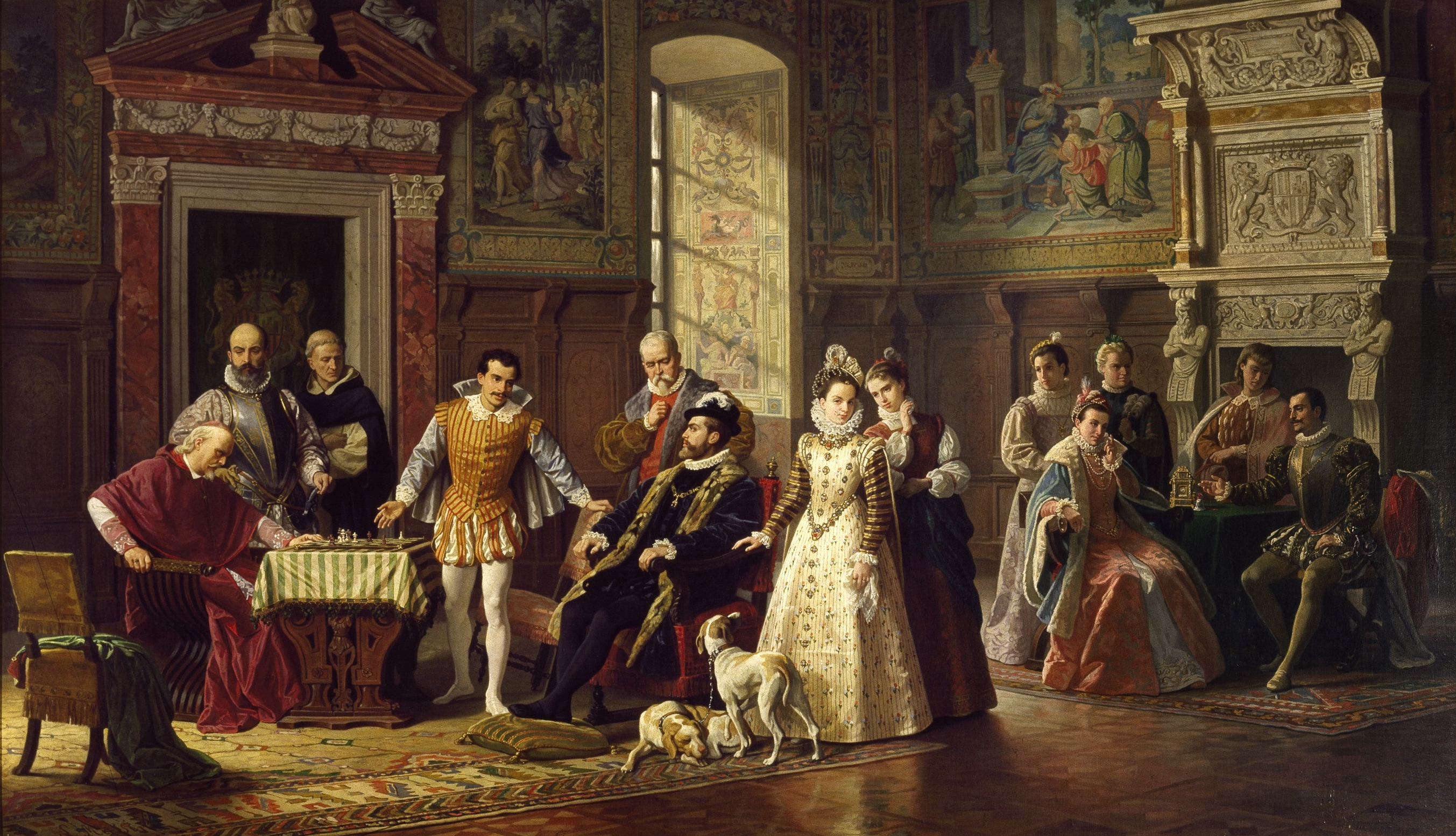
Луїджі Муссіні. Шаховий турнір при дворі короля Іспанії в 1883 р. Карл III зображений другим зліва, поглядають на переможеного іспанського шахіста

Старший син герцога Лотарингії Франсуа I і Христини Данської. Карл став герцогом в 1545 році у віці 2 років. Регентами при ньому були призначені його мати і дядько Нікола Лотаринзький. У 1552 році король Франції Генріх II під час своєї «німецької подорожі» приєднав до Франції Мец, Туль і Верден і був проїздом в Нансі. Він з невдоволенням відзначив австрійський вплив регента Христини, племінниці імператора Карла V. Усунувши її, він визначив Ніколу єдиним регентом. Також, незважаючи на благання герцогині, король відвіз Карла в Париж, щоб той отримав освіту, яка б відповідала французьким інтересам.
22 січня 1559 року в Парижі Карл одружився з дочкою короля Клод Французькою, другою дочкою Генріха II і Катерини Медичі. Він зберігав дружні відносини зі своїми шуринами, королями Франції. У той же час, за прикладом своїх попередників, Карл підтримував нейтралітет між Францією і Священною Римською імперією.
Ревний католик, Карл противився думки, що гугенот Генріх Наваррський може стати королем Франції. Саме тоді архідиякон Франсуа Розьер з Тульського єпископства надав книгу, в якій стверджував що герцоги Лотаринзькі є нащадками Каролінгів, це дозволило Карлу претендувати на трон. Сен-Жерменський мир, перехід в католицтво Генріха Наваррського і його коронація поклали кінець релігійним війнам. Мир був скріплений весіллям старшого сина Карла, Генріха і сестри короля, Катерини.
Незважаючи на п'ять років війн, правління Карла III було епохою процвітання і підйому. Разом з кардиналом Карлом Лотаринзьким він заснував університет в Понт-а-Муссон. Герцог розширив Нансі, створивши нову частину міста, в чотири рази більше старої. Карл III помер в 1608 році у віці 65 років. Йому були влаштовані пишні похорони, що знайшло відображення в численних гравюрах.

## Родина
Дружина — Клод Французька, друга дочка Генріха II і Катерини Медичі.
Діти:
- Генріх (1563—1624), герцог Лотарингії і Бара;
- Христина (1565—1637), в 1587 вийшла заміж за Фердинанда I Медічі, великого герцога Тоскани ;
- Карл (1567—1607), кардинал Лотаринзький, єпископ Меца з 1578 і Страсбурга з 1604;
- Антуанетта (1568—1610), в 1599 вийшла заміж за Йоганна-Вільгельма, герцога Юліх-Берга ;
- Анна (1569—1676)
- Франсуа (1572—1632), герцог Лотарингії і де Бар;
- Катерина (1573—1648), настоятелька абатства Ремірмон ;
- Єлизавета (1575—1636), в 1599 вийшла заміж за Максиміліана I, курфюрста Баварії ;
- Клод (1575—1576)

## Карл III в мистецтві
- На першому в історії міжнародному Мадридському шаховому турнірі 1575 року, проведеному Філіпом II за участю італійських і іспанських шахістів, Карла III зобразив італійський художник-академіст Луїджі Муссіні. Насправді присутність Карла III на турнірі не зафіксовано документально.